# Tim Koch
Tim Koch (* 1. Februar 1989 in Dürrn) ist ein deutscher Basketballspieler. Ab 2006 spielte Koch zunächst in Nachwuchsmannschaften wie der BSG Ludwigsburg, später für deren professionelle Mannschaft in der höchsten deutschen Spielklasse Basketball-Bundesliga. Mittels Doppellizenz war Koch zwischenzeitlich auch für den Kooperationspartner und Zweitligisten Kirchheim Knights in der ProA im Einsatz.

## Karriere
In seiner Jugend spielte Koch, ebenso wie der zwei Jahre ältere Nicolai Simon, für den Verein Grüner Stern aus Keltern. 2006 wechselte er zur BSG nach Ludwigsburg, wo er zum einen für die Juniorenmannschaft in der neu gegründeten Nachwuchs-Basketball-Bundesliga (NBBL) zum Einsatz kam und zum anderen in der Regionalliga-Mannschaft der BSG bei den Herren. In der Bundesliga-Spielzeit 2007/08 wurde Koch erstmals auch in zwei Kurzeinsätzen in der Profimannschaft, die damals unter dem Sponsorennamen EnBW firmierte, in der höchsten deutschen Spielklasse eingesetzt. Nach seinem altersgemäßen Ausscheiden aus der NBBL hatte Koch neben seinen Einsätzen in der Regionalligamannschaft in der Saison 2008/09 fünf weitere Einsätze für die Profimannschaft. Um Spielpraxis auf hohem Niveau zu gewährleisten, wurde seine Doppellizenz ab der Saison 2009/10 auch auf den Ludwigsburger Kooperationspartner VfL Knights aus Kirchheim unter Teck angewendet, wo er in der ProA zwei vierte Plätze erreichte. Bei den Knights wurde Koch regelmäßig eingesetzt, kam aber über eine durchschnittliche Einsatzzeit von zehn Minuten pro Spiel nicht hinaus.
Nachdem Koch unter Trainer Markus Jochum in der Saison 2010/11 nur zwei Einsätze in der ersten Liga hatte, kam er insbesondere nach dem Trainerwechsel zu Steven Key im Dezember 2011 wieder verstärkt zum Einsatz, so dass er in Bundesliga-Spielrunde 2011/12 bei 25 Einsätzen achtmal in der Startformation stand, bei einer über die Saison gesehen durchschnittlichen Einsatzzeit von zehn Minuten pro Spiel. Nach dem knapp vermiedenen Abstieg rutschte die Mannschaft in der Bundesliga-Spielzeit 2012/13 erneut in den Tabellenkeller, sodass nach einem erneuten Trainerwechsel John Patrick im Januar 2013 Trainer wurde. Die Ludwigsburger verblieben aber am Saisonende auf einem Abstiegsplatz und konnten den Klassenerhalt nur durch den Erwerb einer Wildcard sicherstellen. Von den Spielern, deren Verträge durch den sportlichen Abstieg ausgelaufen waren, wurde Kochs Vertrag als einer der wenigen nochmals um zwei Jahre bei der nun als MHP Riesen firmierenden Mannschaft verlängert. Trotzdem gingen Kochs Einsatzzeiten unter Trainer Patrick eher zurück. Nach durchschnittlich sieben Minuten pro Spiel in 19 Einsätzen der Saison 2013/14, in der die Ludwigsburger als Tabellenachter wieder in die erste Play-off-Runde um die deutsche Meisterschaft einziehen konnten, kam Koch in der Hinrunde der folgenden Saison 2014/15 auf weniger als drei Minuten durchschnittliche Einsatzzeit.
Zur Saison 2015/2016 verließ Koch Ludwigsburg und wechselte zu den Kirchheim Knights in die ProA zurück. Dort blieb er bis 2023. Koch verließ den Verein nach einer von Verletzungen geprägten Spielzeit 2022/23.